# Operacja omska
Operacja omska – działania bojowe 3 i 5 Armii Czerwonej przeciwko białej Armii Rosyjskiej adm. Aleksandra Kołczaka między 4 a 14 listopada 1919 r., kontynuacja operacji tobolsko-pietropawłowskiej. Jej celem było zdobycie Omska, miasta, w którym rezydował rząd Kołczaka. Biali zamierzali początkowo bronić miasta, jednak w nocy z 10 na 11 listopada zrezygnowali z tego planu i przystąpili do ewakuacji. Kołczak odjechał z Omska w nocy z 13 na 14 listopada, kilka godzin przed tym, gdy wkroczyła do niego Armia Czerwona.

## Tło wydarzeń
We wrześniu 1919 r. Armia Rosyjska podjęła ostatnią próbę kontrofensywy. W toku czterotygodniowych walk zdołała zmusić nacierającą od zachodu Armię Czerwoną do wycofania się za Toboł (co nastąpiło 30 września), jednak poniosła zbyt ciężkie straty, by przeprawić się przez rzekę i kontynuować pościg. Po serii klęsk latem 1919 r. siły białych były zdemoralizowane, szerzyły się wśród nich dezercje, a próby przeprowadzania mobilizacji przez Kołczaka kończyły się jedynie częściowym powodzeniem.
Czerwone 3 i 5 Armia umocniły się na lewym brzegu Tobołu i oczekiwały na posiłki. Przez pierwsze dwa tygodnie października 1919 r. obie strony stacjonowały na dwóch brzegach rzeki. Biali, którzy nie mieli szans na uzupełnienia, nie podejmowali żadnych działań. Natomiast grupa wojsk czerwonych do 14 października została uzupełniona o 35 dywizję strzelecką (przerzuconą z Frontu Południowego), 54 dywizję strzelecką (świeżo sformowaną na północy Rosji) oraz 24 tys. rekrutów z guberni czelabińskiej. 14 października dowództwo Armii Czerwonej wydało rozkaz ponownego sforsowania rzeki.

## Przebieg operacji
Do 18 października czerwoni zdobyli przyczółki na prawym brzegu Tobołu. Widząc, iż znacznie silniejszy przeciwnik rozpoczął przeprawę, biali zdecydowali się na odwrót. Siły czerwonych (74 tys. żołnierzy) uczestniczące w operacji były trzykrotnie silniejsze niż oddziały białych. Frontem Wschodnim Armii Czerwonej dowodził Władimir Olderogge. 22 października biała 1 Armia pod dowództwem gen. Anatolija Piepielajewa opuściła zajęty we wrześniu, podczas odwrotu Armii Czerwonej, Tobolsk. W zaistniałej sytuacji gen. Michaił Diterichs, głównodowodzący Frontem Wschodnim Armii Rosyjskiej, doradził Kołczakowi rezygnację z obrony Omska, ewakuację rządu za Ob oraz skoncentrowanie drugiej grupy wojsk wokół Tomska. W jego przekonaniu Armia Czerwona nie byłaby w stanie dojść do linii tej rzeki przed zimą, a wtedy działania wojenne musiałyby zostać przerwane. Diterichs był ponadto przekonany, że zimą i wczesną wiosną 1920 r. biali byliby w stanie odbudować swoje siły.  29 października Diterichs wydał nawet rozkaz ewakuacji Omska. 1 Armia przystąpiła do wykonywania tego rozkazu, kierując się przed Omsk w kierunku Tomska.
Nieoczekiwanie 30 października adm. Kołczak telegraficznie powiadomił Diterichsa, iż zamierza bronić Omska, a plan porzucenia miasta uważa za równoznaczny ze zniszczeniem białej armii w Rosji. Być może podjął taką decyzję pod wpływem dowódców Kozaków syberyjskich, od początku przeciwnych odwrotowi. W kolejnych dniach sztab białych wzywał do obrony miasta, a rząd Kołczaka poinformował, że pozostaje w mieście i kontynuuje pracę.
Tymczasem 2 i 3 armie odeszły z Pietropawłowska i Iszymu. Pierwsze z tych miast zostało opuszczone 31 października, drugie – 4 listopada. Przed odejściem z Pietropawłowska biali zamordowali więźniów politycznych, których wcześniej przetrzymywali. Czerwoni bez żadnych trudności przeszli przez mosty na Iszymie, których biali nie zniszczyli. 5 Armia pod dowództwem Michaiła Tuchaczewskiego ruszyła do marszu wprost na Omsk.

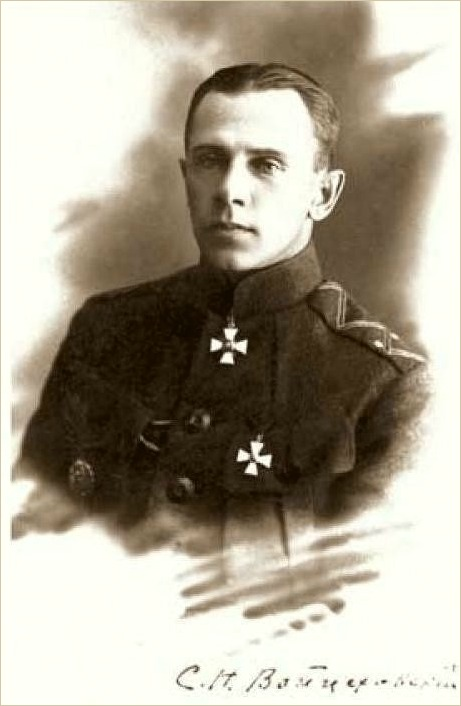
Gen. Siergiej Wojciechowski miał bezpośrednio dowodzić obroną Omska

W tym momencie od Omska 5 Armię dzieliło 200 km równinnych obszarów bez żadnych naturalnych przeszkód. W dniu, gdy 3 Armia odeszła z Iszymu, Diterichs spotkał się z Kołczakiem i złożył dymisję ze stanowiska. Nowym dowódcą Frontu Wschodniego Armii Rosyjskiej został gen. Konstantin Sacharow, jego zastępcą – gen. Pawieł Iwanow-Rinow. Dowództwo 3 Armii powierzono natomiast gen. Władimirowi Kappelowi, zaś 2 Armii – gen. Siergiejowi Wojciechowskiemu. Kołczak wbrew raportom z frontu wierzył, że uderzenie czerwonych na Omsk nastąpi nie wcześniej, niż za trzy tygodnie, a ich sukcesy na Syberii wcale nie świadczą o umacnianiu się ich władzy w Rosji. Sacharow był przekonany, że Omsk może być skutecznie broniony i najpewniej odegrał znaczną rolę w przekonaniu Kołczaka do tego. Odwołał rozkazy ewakuacji wydane przez Diterichsa, nakazał 1 Armii powrót na linię frontu i zatrzymanie ruchu pociągów z Omska na wschód.

## Opuszczenie Omska przez białych
Sacharow mianował dowódcą operacji w Omsku gen. Wojciechowskiego, zaś gen. Iwanow-Rinow miał mieć pod swoim nadzorem władze cywilne. Ogłoszono ponadto kolejną (po dwóch nieudanych) mobilizację mężczyzn z miasta. Nie doszedł natomiast do skutku powrót 1 Armii: Anatolij Piepielajew poinformował Sacharowa, że wydanie żołnierzom rozkazu powrotu do Omska niechybnie wywoła bunt. Niezadowolenie było widoczne również wśród 30 tys. żołnierzy stacjonujących w samym Omsku. W miarę marszu czerwonych w kierunku miasta poddawały im się całe jednostki białych, m.in. 4 i 15 dywizje syberyjskie. Sacharow ostatecznie doszedł do przekonania, że obrona miasta nie jest jednak możliwa, gdy nieoczekiwanie nastąpiła odwilż na Irtyszu. Gdy do nocy z 10 na 11 listopada rzeka nie zamarzła ponownie, Sacharow wydał rozkaz ewakuacji Omska linią kolejową do Tomska i zniszczenia magazynów wojskowych. 12 listopada w mieście wybuchła panika. Pojawiły się plotki, że Armia Czerwona zmierza do Omska od południa i jest bliska odcięcia linii kolejowej, po której miała odbywać się ewakuacja. Doszło również do niesubordynacji i aktów przemocy wśród żołnierzy, w dowództwie zapanował chaos. Biali przed odejściem z miasta 12 listopada zamordowali 400 więźniów politycznych w omskich więzieniu.
Aleksandr Kołczak odjechał z Omska w nocy z 13 na 14 listopada, zabierając ze sobą 414 254 000 złotych rubli z dawnych carskich rezerw złota. W tym samym czasie z Omska odjechali generałowie Wojciechowski i Kappel ze sztabami. Chociaż rząd Kołczaka formalnie nadal funkcjonował, opuszczenie Omska oznaczało faktycznie koniec sprawowania przez niego władzy choćby na części obszarów Syberii.
Rankiem 14 listopada 1919 r. do Omska wkroczyli żołnierze czerwonej 27 dywizji strzeleckiej, całkowicie zaskakując pozostające jeszcze w Omsku oddziały białych. Do wieczora całe miasto było w rękach czerwonych. Do niewoli dostało się 40 tys. białych żołnierzy i tysiąc oficerów, 3 pociągi pancerne, 3000 wagonów z uzbrojeniem i zapasami dla wojska, 40 dział, 500 karabinów maszynowych.